# 2012年香港民主黨領導層選舉
2012年香港民主黨領導層選舉是指香港民主黨於2012年12月16日進行之領導層改選，包括主席、副主席及20名中央委員會成員。署理主席劉慧卿於選舉中，以些微票數擊敗時任副主席單仲楷，成為民主黨首位女性主席。是次選舉約300名會員投票。

## 概述
於香港2012年立法會選舉，民主黨大敗只剩六席，時任主席何俊仁辭去黨主席一席，並由劉慧卿署理主席職務。